# 춘천 증리 고분군
춘천 증리 고분군(春川 甑里 古墳群)은 대한민국 강원특별자치도 춘천시 신동면 증리에 있는 통일신라시대 고분군이다. 1982년 11월 3일 강원특별자치도의 기념물 제45호로 지정되었다.

## 개요
마을 뒤편 금병산 자락에 있으며, 춘천시 서면 방동리의 고분과 같은 형태로 면적은 2,005m2이다. 오랜 세월로 무덤 위에 올렸던 봉토는 대부분 유실되었고, 당시 사용되었던 돌 재료들이 일부 땅 위에 노출되어 있었다. 1980년에 마을사람들이 금병산의 한 지맥 산구릉에서 묘지를 조성하던 도중 무덤 1기가 발견됨으로써 이 고분군의 존재가 세상에 알려졌다.
안에서 통일신라시대에 유행한 짧은 굽이 달리고 그릇의 깊이가 깊은［短脚高杯］ 토기 6점이 채집됐다. 그 중 대좌대부형 토기는 5세기의 것으로 현재까지 출토된 국내의 유일한 토기임이 밝혀졌다.
증리고분군은 14∼16기 이상이 될 것으로 추정되며 이 고분군의 구릉을 타고 수십m 올라가면서 봉분으로 보이는 것이 발견되고 있다. 확인된 무덤들 중에는 봉분의 지름이 10m 이상되는 것도 있으며 그와 비슷하거나 작은 무덤들이 주변에 많이 산재되어 있다.

## 무덤 양식
무덤 구조는 장방형 돌덧널무덤으로 반지하식이다. 남북 방향의 높이 130cm, 너비 120cm, 길이 190cm 크기이다. 바닥에는 돌이 깔려 있고 석층 사이에 진흙이 발라져 있으며 천장은 고구려의 모줄임천장［末角操井式］양식이다. 지상 봉분은 대부분 유실되고 당시 사용하였던 석재들이 땅 위에 드러나 있다. 6세기 이후 통일신라시대에 이 지방을 다스리던 지배층의 무덤으로 추정된다.

## 참고 자료
- 춘천증리고분군 - 국가유산청 국가유산포털